# Léopold de Florisone
Léopold Joseph Charles de Florisone (Ieper, 5 maart 1792 - 13 januari 1859) was een Zuid-Nederlands edelman.

## Geschiedenis
In 1791 verleende keizer Leopold II erfelijke adel aan Joseph Florisone. Hij was getrouwd met Charlotte Walwein. Ze waren de ouders van Léopold en Auguste de Florisone (zie hierna).

## Léopold de Florisone
Léopold de Florisone was voorzitter van de commissie voor het koninklijk instituut in Mesen en hoofdman van de Koninklijke Sint-Sebastiaansgilde in Ieper. 
In 1827, onder het Verenigd Koninkrijk der Nederlanden, verkreeg hij erkenning in de erfelijke adel met vergunning het partikel de aan zijn naam toe te voegen.
Hij trouwde met Adèle Carton de Winnezele (1796-1834). Ze hadden een enige dochter, Alix de Florisone (1824-1857), die trouwde met baron Jules Mazeman de Couthove (1811-1879), senator en burgemeester van Proven. Met de dood van Alix doofde deze familietak uit.

## Auguste de Florisone
François Marie Auguste de Florisone (1793-1845), volksvertegenwoordiger, trouwde met Elisabeth Mazeman de Couthove (1806-1866). Ze hadden drie kinderen, maar een generatie later was ook deze familietak uitgedoofd. In 1829 werd hij in de erfelijke adel erkend.